# Gonioscelis haemorhous
Gonioscelis haemorhous är en tvåvingeart som beskrevs av Ignaz Rudolph Schiner 1867. Gonioscelis haemorhous ingår i släktet Gonioscelis och familjen rovflugor. Inga underarter finns listade i Catalogue of Life.